# 想い出のセレナーデ
「想い出のセレナーデ」（おもいでのセレナーデ）は、1974年9月1日に発売された天地真理の11枚目のシングル。
また、本項では便宜上、1982年に発表された浜田朱里歌唱による同楽曲のカバーバージョンについても記述する。

## 解説
- 天地はデビュー曲「水色の恋」から連続してシングルをオリコンチャートTOP10に送り込んできたが、本作が最後のTOP10入り曲となった（売上34万枚）。
- この曲で「第25回NHK紅白歌合戦」に3度目の出場を果たしたが、これが天地の現時点（2024年まで）で最後の紅白出演となった。

### 収録曲
- 両楽曲共に、作曲：森田公一

1. 想い出のセレナーデ（3分35秒）
作詞：山上路夫／編曲：竜崎孝路
2. わたしの場合（3分12秒）
作詞：安井かずみ／編曲：馬飼野俊一

### 収録作品
- GOLDEN☆BEST 天地真理 コンプリート・シングル・コレクション・アンド・モア
- 天地真理 プレミアム・ボックス　-　歌手デビュー35周年記念CD-BOX
- 35th Anniversary（2006年ヴォーカル・ニューバージョン）

## 浜田朱里のシングル
「想い出のセレナーデ」（おもいでのセレナーデ）は、1982年2月25日に発売された浜田朱里の7枚目のシングル。浜田自身の歴代のシングル曲としては自己最高のセールス（売上4.3万枚）となった。

### 収録曲
1. 想い出のセレナーデ（3分38秒）
作詞：山上路夫／作曲：森田公一／編曲：若草恵
2. 椅子（3分35秒）
作詞：三浦徳子／作曲：馬飼野康二／編曲：戸塚修

## その他のカバー
- 石川ひとみ（1978年）- カセットミュージックテープ『くるみ割り人形・右向け右 =わたしはひ・と・み=』収録。2002年に、CD-BOX『78-86ぼくらのベスト　石川ひとみCD-BOX』に再録され、デジタル化された。